# Graven van Tusculum
De graven van Tusculum waren de machtigste seculiere edelen uit Latium, in de buurt van Rome, in Italië tussen de 10e en 12e eeuw. Verscheidene pausen en tegenpausen kwamen uit hun gelederen. De graven van Tusculum bleven voor meer dan een eeuw arbiters van de Romeinse politiek en de Kerkelijke Staat. Traditioneel waren zij pro-Byzantijns en anti-Duits in hun politieke affiliatie.

## Geschiedenis
Na de dood van Karel III de Dikke in 888 viel het Karolingische Rijk uiteen en verzeilde ook Italië in een periode van chaos, het begin van de saeculum obscurum. De graven van Tusculum namen het heft in handen tot de komst van Otto de Grote (962). In tegenstelling tot Keizer Otto III, die zijn aandacht richtte op Italië, was Keizer Hendrik II het grootste deel van zijn regeerperiode bezig met het grondgebied ten noorden van de Alpen. Terug werden de pausen aangesteld door de baronnen uit Tusculum.
Met de aanstelling van Paus Leo IX in 1049 begon het einde van hun heerschappij. In feite was de heerschappij van de graven van Tusculum grotendeels verantwoordelijk voor de reactie die bekend staat als de Gregoriaanse hervorming. De laatste paus uit hun kamp was tegenpaus Benedictus X. De pauselijke bul, In nomine Domini uitgevaardigd op 13 april 1059 door paus Nicolaas II,  bepaalde de nieuwe manier voor de verkiezing van een nieuwe paus. Vanaf 1062 kwam de familie tegemoet aan de eisen van de Heilige Romeinse Keizers.

## Graven
- Theophylact I (864-924)

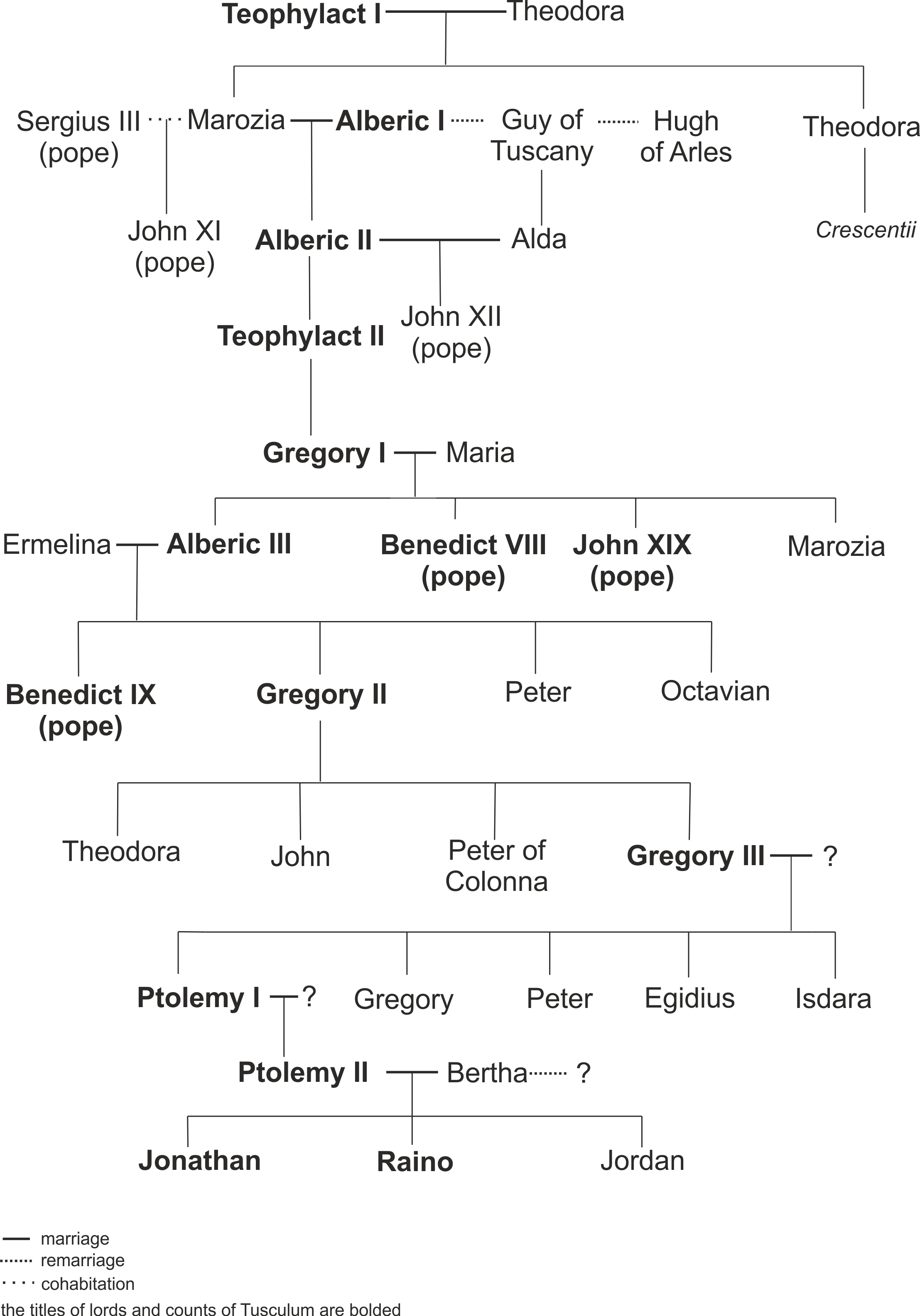
stamboom

- Alberik I van Spoleto, schoonzoon, gehuwd met Marozia
- Alberik II van Spoleto (931-954)
- Gregorius I van Tusculum
- Alberik III van Tusculum (1024-1044)
- Gregorius II van Tusculum (1044-1058)
- Gregorius III van Tusculum (1058-1108)

## Pausen
- Paus Johannes XI (931-935)
- Paus Johannes XII (955-964)
- Paus Benedictus VII (974-983)
- Paus Benedictus VIII (1012-1024)
- Paus Johannes XIX (1024-1032)
- Paus Benedictus IX (1032-1048)
- Tegenpaus Benedictus X (1058-1059)